# Gabriel Bertrand
Gabriel-Émile Bertrand (Parigi, 17 maggio 1867 – Parigi, 20 giugno 1962) è stato un chimico e biologo francese.

## Biografia
Nel 1886, Bertrand inizia il suo tirocinio presso la scuola di farmacia. Ottiene il diploma di farmacista di prima classe nel 1894 e il dottorato in scienze nel 1904. Nel 1900 è nominato capo dei servizi chimico-biologici dell’Istituto Pasteur. Dal 1915 svolse ricerche nel campo dei gas tossici.
Durante i suoi studi sulle reazioni chimiche nei tessuti viventi, mise in luce il ruolo delle diastasi e degli oligoelementi e condusse ricerche sul veleno dei serpenti in collaborazione con Césaire Phisalix.
Venne eletto membro dell'Accademia francese delle scienze nel 1924, dell'Accademia d'agricoltura nel 1926 e dell'Accademia di medicina nel 1931.
Nel 1934 viene insignito del titolo di commendatore della Legion d'onore per meriti militari e viene nominato più volte per il premio Nobel per la chimica (negli anni 1909, 1928, 1929, 1931, 1932, 1933, 1934, 1935, 1942, 1944, 1946, 1947, 1948, 1949, 1950, 1955 e 1957).
Muore il 20 giugno 1967 all'Istituto Pasteur.